# Nguyễn Thái Bình (chính khách)
Nguyễn Thái Bình (sinh năm 1954) là một chính khách Việt Nam. Ông nguyên là Ủy viên Ban Chấp hành Trung ương Đảng Cộng sản Việt Nam khóa IX, X, XI, Phó Trưởng Ban Tổ chức Trung ương, nguyên Bộ trưởng Bộ Nội vụ Việt Nam.

## Thân thế và sự nghiệp
Ông sinh ngày 13 tháng 10 năm 1954 tại xã Long Đức, thành phố Trà Vinh, tỉnh Trà Vinh.
Ông là một chính khách Việt Nam, Ủy viên Ban Chấp hành Trung ương Đảng Cộng sản Việt Nam khóa IX, X, XI, Đại biểu Quốc hội khóa X, XI, XII, XIII (Trưởng đoàn Đại biểu Quốc hội khóa XII của tỉnh Trà Vinh). Bí thư Tỉnh ủy, Chủ tịch HĐND tỉnh Trà Vinh, Thứ trưởng Bộ Nội vụ kiêm Trưởng Ban Tôn giáo Chính phủ. Từ năm 2011 là Bộ trưởng Bộ Nội vụ (Việt Nam). Ông cũng kiêm nhiệm Phó Trưởng ban Tổ chức Trung ương Đảng khóa XI.